# Darwin Machís
Darwin Daniel Machís Marcano (nascut el 7 de febrer de 1993) és un futbolista veneçolà que juga com a davanter pel Reial Valladolid.

## Carrera de club
Machís va començar la seva carrera a l'AC Mineros de Guayana, i hi va debutar el 21 d'agost de 2011, entrant com a suplent en un empat 1–1 a fora contra l'Estudiantes de Mérida, a la primera divisió veneçolana. Va marcar el seu primer gol com a professional deu dies després, en una golejada 5–1 a casa contra el Minasoro FC. Machís ja jugar regularment, marcant 16 gols durant la temporada (vuit només a la Copa), i obtingué un guardó de la Federació de Futbol de Veneçuela.
El 7 de juliol de 2012, Machís va fitxar per l'Udinese Calcio, però acabà signant contracte per cinc anys pel Granada CF, club vinculat també a Giampaolo Pozzo. Va jugar la pretemporada amb el Granada, i hi va marcar tres gols en cinc partits.
Machís va debutar a La Liga el 20 d'agost de 2012, entrant com a suplent als darrers minuts, en una derrota per 0–1 contra el Rayo Vallecano. Va jugar en tres partits més amb els andalusos, sempre sortint des de la banqueta.
El 31 de gener de 2013, Machís va anar cedit fins al juny al Vitória SC. De tota manera, va jugar poc amb el primer equip, i va jugar principalment amb el segon a la segona divisió portuguesa. Va jugar dos partits com a suplent a la Taça de Portugal 2012–13 en partits de semifinal, un torneig que el Vitória acabaria guanyant.
Va retornar al Granada l'estiu de 2013, per jugar amb l'equip B a Segona Divisió B. El 8 de maig de 2014 fou cedit a l'Hèrcules CF per un mes.
El 6 d'agost de 2015, Machís va ser cedit a la SD Huesca, per la temporada 2015-16. Gairebé un any després, va ser cedit al CD Leganés de primera.
El 18 de juliol de 2018, Machís signà contracte amb l'Udinese Calcio de la Serie A. El següent 29 de gener fou cedit al Cadis CF fins al 30 de juny.
El 28 de juliol de 2019, Machis signà contracte novament pel recentment ascendit Granada CF, després de mig any cedit al Cadis CF. Hi va debutar el 17 d'agost de 2019, començant com a titular, i empatant 4-4 contra el Vila-real CF. El 13 de juliol de 2020 va marcar contra el Reial Madrid en una derrota per 2–1.
El 29 d'abril de 2021, Machís va marcar el gol de l'empat contra el FC Barcelona. El Granada acabaria guanyant per 1-2, en la seva primera victòria en tota la història al Camp Nou.
El gener de 2023, va fitxar pel Reial Valladolid amb contracte per tres anys i mig. L'1 de juliol, després del descens, va retornar cedit al Cadis.

## Internacional
Machís va debutar amb Veneçuela el 22 de desembre de 2011, jugant com a titular en una derrota per 0–2 contra Costa Rica. Posteriorment va jugar amb la selecció veneçolana sub-20, al Campionat sud-americà sub-20 de 2013.

## Palmarès
Mineros
- Copa Venezuela: 2011

Vitória de Guimarães
- Taça de Portugal: 2012–13